# Championnat de Bohême-Moravie de football 1942-1943
Navigation
Saison précédente Saison suivante
La saison 1942-1943 du Championnat de Bohême-Moravie de football est la 4e édition du championnat de première division en Bohême-Moravie. Les douze meilleurs clubs du pays se retrouvent au sein d'une poule unique où les formations s'affrontent deux fois, à domicile et à l'extérieur. À l'issue du championnat, pour permettre le passage du championnat à 14 clubs, les deux derniers du classement sont relégués et remplacés par les quatre meilleures formations de deuxième division.
C'est le club du SK Slavia Prague, triple tenant du titre, qui termine à nouveau en tête du classement du championnat, avec trois points d'avance sur l'AC Sparta Prague. C'est le 4e titre de champion de Bohême-Moravie de l'histoire du club.

## Les clubs participants
| - SK Kladno - AFK Bohemians Prague - SK Rakovník - Promu de II. Liga - SK Zidenice - SK Plzen - SK Pardubice | - SK Olomouc ASO - SK Prostejov - SK Slavia Prague - AC Sparta Prague - SK Baťa Zlín - SK Nusle - Promu de II. Liga |

## Compétition

### Classement
Le barème utilisé pour établir le classement est le suivant :
- Victoire : 2 points
- Match nul : 1 point
- Défaite : 0 point

| Rang | Équipe               | Pts | J  | G  | N | P  | Bp | Bc | Diff |
| ---- | -------------------- | --- | -- | -- | - | -- | -- | -- | ---- |
| 1    | SK Slavia Prague T   | 32  | 22 | 15 | 2 | 5  | 99 | 40 | +59  |
| 2    | AC Sparta Prague     | 29  | 22 | 13 | 3 | 6  | 78 | 47 | +31  |
| 3    | SK Baťa Zlín         | 25  | 22 | 11 | 3 | 8  | 72 | 56 | +16  |
| 4    | SK Zidenice          | 25  | 22 | 12 | 1 | 9  | 60 | 54 | +6   |
| 5    | AFK Bohemians Prague | 23  | 22 | 10 | 3 | 9  | 64 | 69 | -5   |
| 6    | SK Plzen             | 23  | 22 | 9  | 5 | 8  | 57 | 67 | -10  |
| 7    | SK Olomouc ASO       | 21  | 22 | 9  | 3 | 10 | 59 | 53 | +6   |
| 8    | SK Pardubice         | 20  | 22 | 9  | 2 | 11 | 54 | 51 | +3   |
| 9    | SK Nusle P           | 19  | 22 | 8  | 3 | 11 | 47 | 63 | -16  |
| 10   | SK Kladno            | 19  | 22 | 9  | 1 | 12 | 40 | 63 | -23  |
| 11   | SK Prostějov         | 18  | 22 | 7  | 4 | 11 | 50 | 58 | -8   |
| 12   | SK Rakovník P        | 10  | 22 | 3  | 4 | 15 | 37 | 96 | -59  |

|  | Champion de Bohême-Moravie 1942-1943             |
|  | Relégation en deuxième division                  |
|  | T Tenant du titre P : Promu de deuxième division |

## Bilan de la saison
| Championnat de Bohême-Moravie de football 1942-1943 |                             |
| Champion                                            | SK Slavia Prague (4e titre) |
| Coupes et trophées                                  |                             |
| Vainqueur de la Coupe de Bohême-Moravie 1942-1943   | Non disputée                |
| Promotions et relégations                           |                             |
| Promus en I. Liga                                   | Polaban Nymburk             |
| Promus en I. Liga                                   | FC Viktoria Plzen           |
| Promus en I. Liga                                   | SK Slezska Ostrava          |
| Promus en I. Liga                                   | FK Viktoria Zizkov          |
| Relégués en II. Liga                                | SK Prostejov                |
| Relégués en II. Liga                                | SK Rakovník                 |